# MacSOUP
MacSOUP ist ein Usenet-Newsreader für macOS (das bis 2012 Mac OS X hieß) und klassisches Mac OS. Er arbeitet im Offline-Betrieb. Zusätzlich kann er auch zum Empfang und Versenden von E-Mails eingesetzt werden.
Besonderheiten sind seine graphische Threadanzeige und die Möglichkeit einer Benutzung der Faces-Datenbank, mit welcher für bestimmte Nutzer ein Porträt angezeigt werden kann. Dabei liegen die Bilder lokal auf dem System vor und müssen nicht mit dem Posting übertragen werden. XFaces können aber auch angezeigt werden.
Mit der 2016 veröffentlichten Version 2.8.5 änderte der Autor der Software die Lizenz von Shareware zu Freeware.